# Lupta de la Porumbacu (1916)
Lupta de la Porumbacu a fost o acțiune militară de nivel tactic, desfășurată pe Frontul Român, în timpul campaniei din anul 1916 a participării României la Primul Război Mondial. Ea s-a desfășurat în perioada 16/29 septembrie - 17/30 septembrie 1916 și a avut ca rezultat victoria forțelor române, în ea fiind angajate forțe române din Divizia 4 Infanterie română și forțe ale Puterilor Centrale din Divizia 76 Rezervă germană. A făcut parte din acțiunile militare care au avut loc în bătălia dintre Olt și Mureș .:p. 279

## Comandanți

### Comandanți români
- General Grigore Simionescu

### Comandanți ai Puterilor Centrale
- General Hugo Elstermann von Elster